# Mateo Valero
Mateo Valero Cortés (Alfamén, 1952) é um cientista da computação espanhol.